# Koku
De koku (石高) is een eenheid voor volume in Japan, hij staat gelijk aan tien kubieke shaku. In deze definitie staat 3,5937 koku gelijk aan 1 kubieke meter, i.e. 1 koku is ongeveer 278,3 liter. De koku was oorspronkelijk een maat voor hoeveelheden rijst, historisch gedefinieerd als de hoeveelheid rijst om één persoon één jaar te kunnen voeden (een masu is genoeg rijst om een persoon een dag te voeden). Een koku rijst weegt ongeveer 150 kilogram.
In 1891, werd een kleinere koku gedefinieerd. 1 koku was gelijk aan exact 240100/1331 liter, ongeveer 180,39 liter, of ongeveer 5 bushels (40 Imperial of 48 US gallons).
Gedurende de Edoperiode had elke han (heerlijkheid) een evaluatie van haar inkomen, uitgedrukt in koku. De kleinste han was 10.000 koku en Kaga han, de grootste (buiten de shogun), werd ook wel het "miljoen-koku domein genoemd" (met een productie 1.025.000 koku). 
Koku werd ook gebruikt als maat voor het laadvermogen van schepen. Kleinere schepen waren ongeveer 50 koku (7,5 ton) terwijl grotere schepen tot wel 1.000 koku (150 ton) laadvermogen konden hebben. 
In de Meijiperiode (1868 – 1912), werden Japanse eenheden zoals de koku afgeschaft en het metrisch systeem werd ingevoerd. 
Het Hyakumangoku Matsuri (Miljoen-Koku Festival) in Kanazawa, Japan viert de aankomst van heerser Maeda Toshiie in de stad in 1583. Na de Slag bij Sekigahara, in 1600, werd het inkomen van Maeda verhoogd tot meer dan een miljoen koku.
De koku wordt nog steeds algemeen gebruikt in de Japanse houtindustrie. 